# Keijo Paunio
Keijo Uolevi Paunio, född 28 maj 1935 i Stockholm, död 29 september 2022 i Helsingfors, var en finländsk tandläkare. Han är bror till Jouko och Ilkka Paunio.
Paunio blev student 1955, odontologie kandidat 1960, odontologie licentiat 1963 och odontologie doktor i Åbo 1969. Han var vid Åbo universitet assistent i medicinsk kemi 1964–1968, assistent i parodontologi 1968–1969, biträdande lärare 1969–1973, professor i parodontologi 1973–1997 och universitetets kansler 1997–2000.